# 黃基蜻蜓
黃基蜻蜓主要分布於海拔1000公尺以上山區，棲息水質較好的水域。體長40-45mm，雄蟲身體呈紅色，合胸側緣有2條黑色寬大的斜帶；雌蟲身體呈黃褐色，合胸側視有2條黑色的斜帶斑，腹部也為黃褐色，各節側緣具黑斑。

## 外部連線
- 中文種名:黃基蜻蜓 - 數位典藏與數位學習聯合目錄 （页面存档备份，存于）
- IMG_0335 黃基蜻蜓 (♂) （页面存档备份，存于）
- 數位典藏與數位學習聯合目錄--黃基蜻蜓 （页面存档备份，存于）